# George Gekas
George William Gekas, född 14 april 1930 i Harrisburg i Pennsylvania, död 16 december 2021 i samma stad, var en amerikansk republikansk politiker. Han var ledamot av USA:s representanthus 1983–2003.
Gekas avlade 1952 kandidatexamen vid Dickinson College. Han tjänstgjorde 1953–1955 i USA:s armé och avlade 1958 juristexamen. Därefter inledde han sin karriär som advokat och tjänstgjorde sedan som biträdande distriktsåklagare i Dauphin County 1960–1966.
Gekas efterträdde 1983 Allen E. Ertel som kongressledamot. Han omvaldes nio gånger.